# Tcherkesses
Pour les articles homonymes, voir Adyguéen.
Les Tcherkesses ou Circassiens, qui se nomment eux-mêmes Adyguéens, sont un peuple du nord-ouest du Caucase.
Ils habitent dans trois sujets fédéraux de la Russie, l'Adyguée où ils représentent 23 % de la population, la Karatchaïévo-Tcherkessie où ils en représentent 11 % et la Kabardino-Balkarie, où ils sont 57,2 %. L'ensemble des Adyguéens du Caucase septentrional forme une population fractionnée de quelque 800 000 personnes, auxquelles s'ajoute une très importante diaspora. Leur langue est l'adyguéen, une des trois langues caucasiennes occidentales avec l'oubykh, aujourd'hui éteint, et l'abkhaze.

## Rétrécissement de l'endonymeAdyge
Durant l'ère soviétique, l'ex-Circassie, ainsi désignée depuis le XIVe siècle par les marchands génois qui possédaient alors des comptoirs le long du Pont Euxin, a été divisée en quatre territoires administratifs, reflet d'une dispersion et d'une acculturation qui est la conséquence d'un déclin initié en 1817 sous l'Empire russe par la guerre du Caucase. L'ensemble de ses habitants était désigné par l'exonyme Tcherkesses, emprunté au turc Çerkez, correspondant peut-être au grec ancien et médiéval « Cercètes (en) », synonyme, semble-t-il, des Zygiens antiques.
Il est alors réservé aux Tcherkesses centraux du territoire autonome de Karatchaïévo-Tcherkessie, l'endonyme Adyguéens désignant les Tcherkesses occidentaux constitués en district autonome d'Adyguée. Les Tcherkesses ou Adyguéens orientaux sont depuis lors connus sous le nom de Kabardes, d'après le nom de la principauté de Kabardie devenue russe en 1825, et vivent aujourd'hui en république autonome de Kabardino-Balkarie.
À la fin de la Seconde Guerre mondiale, le raïon national autonome Chapsough (en) créé au bord de la mer Noire pour les clans cassogues, le territoire autonome de Karatchaïévo-Tcherkessie, la république autonome de Kabardino-Balkarie sont supprimés et leurs habitants déportés en Asie centrale respectivement en mai 1945, en octobre 1943 et avril 1944, sous l'accusation d'avoir accueilli la Wehrmacht en libératrice. Contrairement aux seconds, le premier n'est pas rétabli en 1957 lors de la déstalinisation.

## Histoire

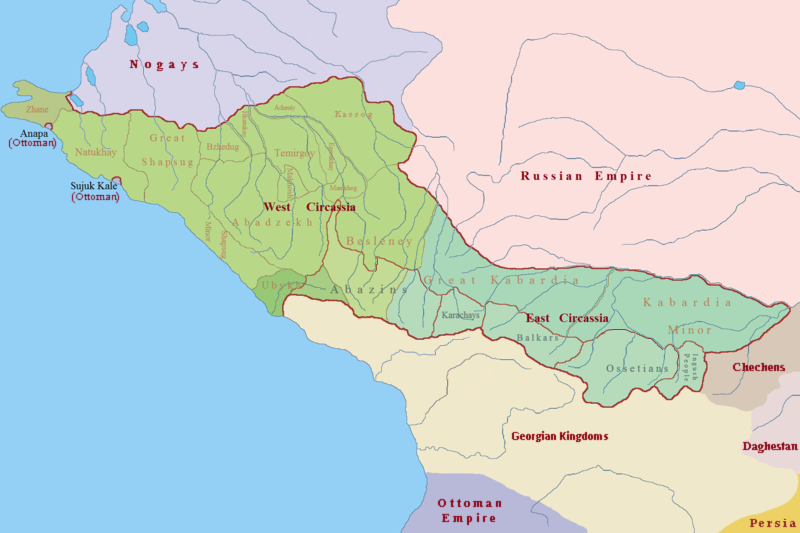
La Circassie en 1750.

Les Adyguéens, aussi connus comme Cassogues, Cabardes ou Tcherkesses, émergèrent aux alentours du Xe siècle, comme une entité linguistique et culturelle, sans unité politique. Polythéistes, ils sont confrontés aux raids fréquents des Huns, des Avars, des Alains, des Petchénègues, des Coumans, des Khazars et des Mongols : les hautes vallées du Caucase leur offrent des refuges. Lorsque les Tatars passent à l'islam, les Adyguéens subissent la traite orientale, et les esclaves circassiens sont très prisés dans le monde musulman,.

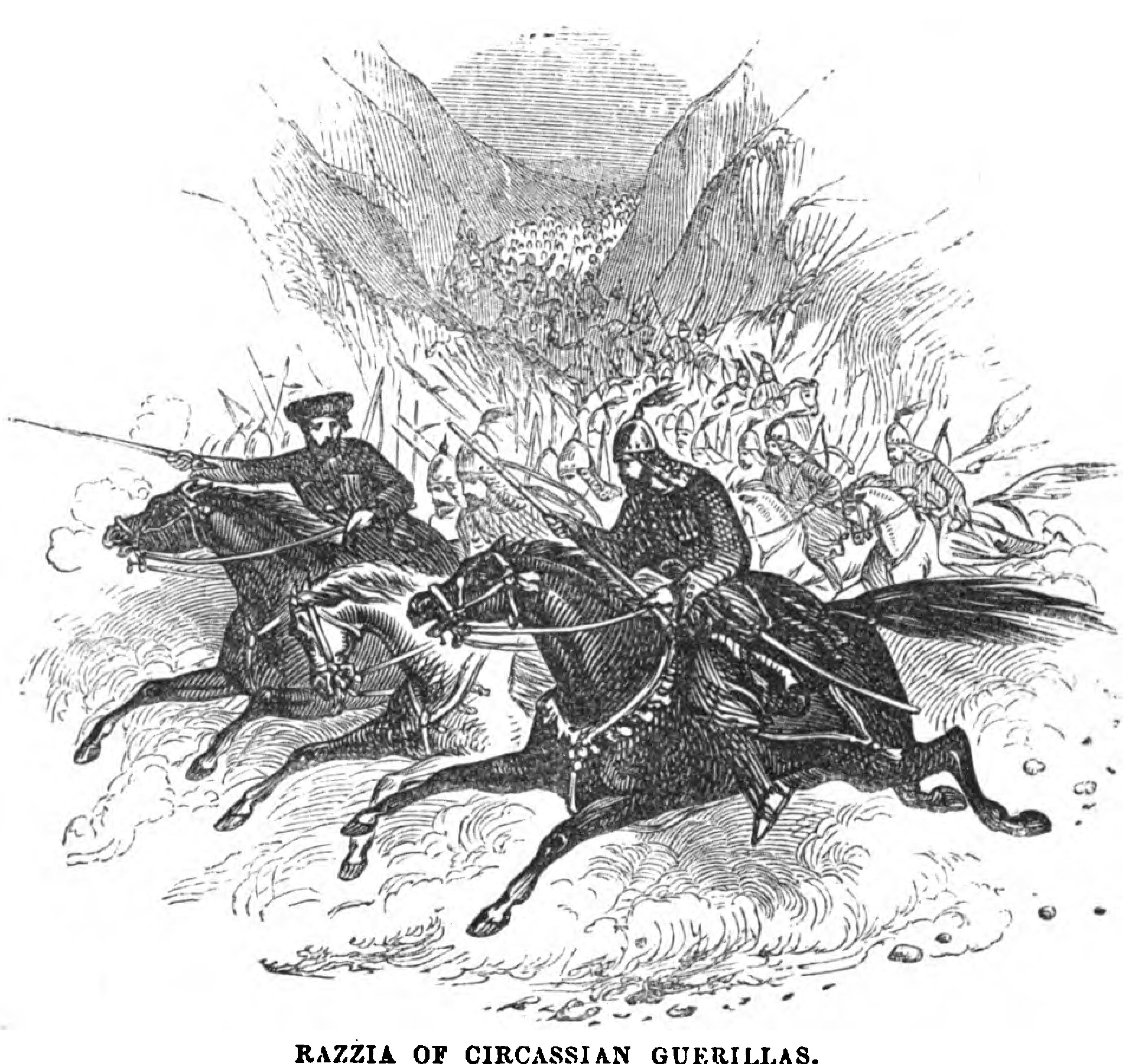
Razzia de guerriers circassiens, 1855.

À partir du XVIe siècle ils adoptèrent à leur tour l'islam et se mirent à pratiquer des razzias esclavagistes au détriment des Russes méridionaux et au profit de leurs clients ottomans. Ils préservèrent leur autonomie, leurs coutumes locales et leur structure sociale en clans (tlapq).

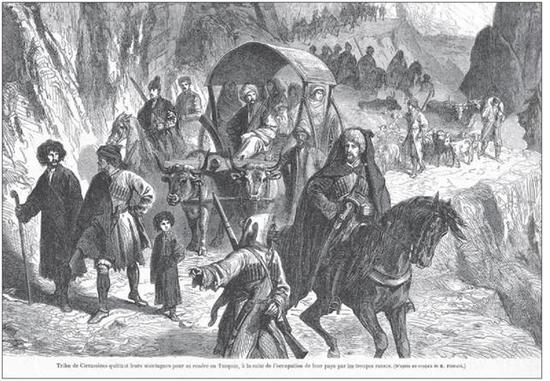
Une tribu circassienne doit quitter ses montagnes pour la Turquie à l'issue de la guerre russo-circassienne.

Pour empêcher les razzias adyguéennes, l'Empire russe en expansion place en travers de leurs routes les cosaques du Kouban que l'impératrice Catherine II (1764-1775) utilise durant les guerres russo-turques à la fin du XVIIIe siècle et pendant la première moitié du XIXe siècle, pour s'emparer du bassin du Kouban et ainsi repousser les Circassiens vers la montagne. Après la guerre de Crimée, ces cosaques s'attaquèrent aux Tchétchènes et aux Ingouches puis soumirent l'Imam Chamil dans l'est du Caucase en 1859, après quoi ils se mirent, en 1864, à pacifier les Adyguéens comme l'écrivirent les journaux d'Occident : il s'agissait, en fait, de les sédentariser de force, de confisquer leurs troupeaux et leurs terres au profit des colons russes et d'expulser vers l'Empire ottoman, de déporter en Asie centrale ou de massacrer les récalcitrants et les insoumis.

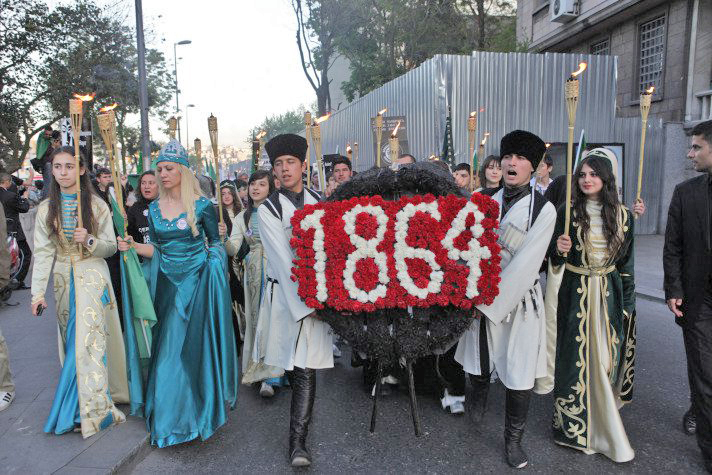
Commémoration à Istanbul (Turquie) de l'expulsion du Caucase.

Le 21 mai 1864, est la date retenue par les Circassiens pour commémorer, dans leur diaspora, leur expulsion du Caucase par les Russes, concernant essentiellement les peuples circassiens : Adyguéens, Oubykhs, Tcherkesses, Kabardes et Abkhazes.
De 1917 à 1920, la guerre civile russe ravage la région qui finit par être intégrée dans l'Union des républiques socialistes soviétiques. La collectivisation prive les derniers bergers de leurs troupeaux tandis que les terres appartiennent désormais aux kolkhozes. Le pouvoir soviétique inclut les Circassiens dans des oblasts et des républiques autonomes, dont l'Adyguée, la Kabardinie et la Tcherkessie, mais leur autonomie est factice car elles dépendent en fait des kraïs de Krasnodar et Stavropol, et sont soumises à la déportation en masse à laquelle quelques milliers de Circassiens parviennent à échapper pour se réfugier en Turquie.

## Culture

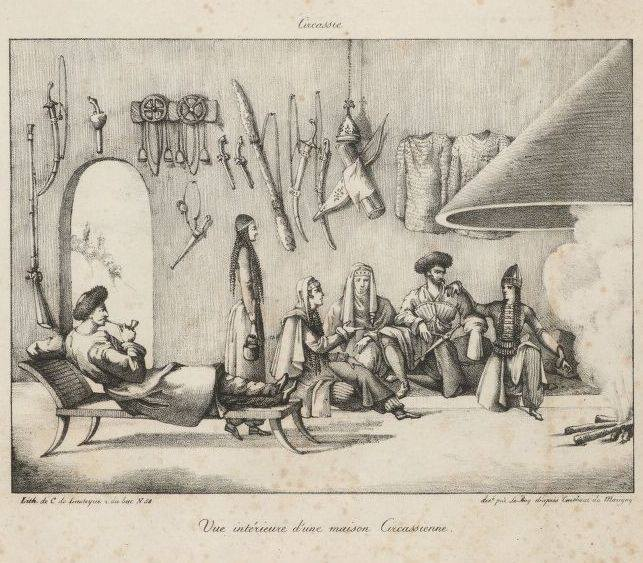
Intérieur d'une maison circassienne. Publié en 1821, éd. J. Dekeyn.

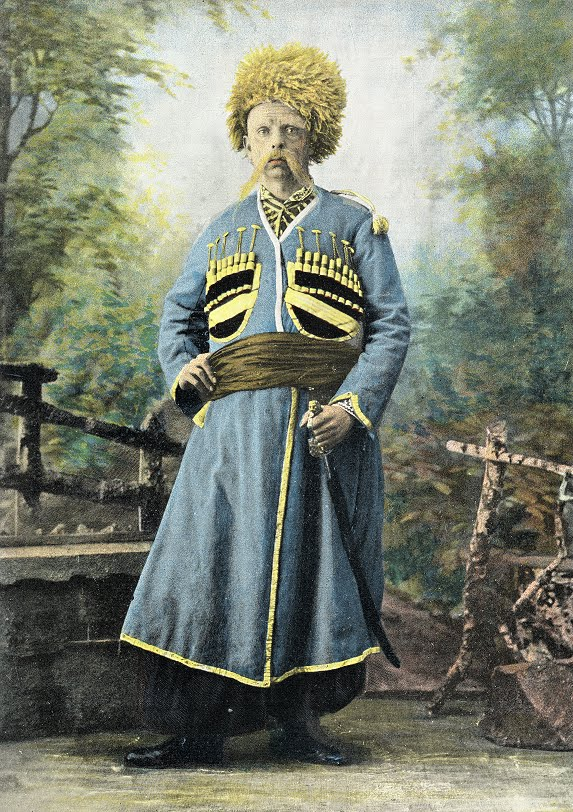
Circassien portant la tchokha (manteau traditionnel en laine), 1898.

Dans ce peuple cavalier à la culture guerrière, les hommes adultes portaient tous les armes, et les enfants tant garçons que filles étaient entraînés dans l'objectif de devenir des guerriers. La famille était très large, correspondant plutôt à un clan. Les parents confiaient souvent leurs enfants aux bons soins d'adultes plus âgés du clan, plutôt que de les élever eux-mêmes.
Initialement matriarcal, ce peuple a laissé aux femmes un rôle plus important que d'autres peuples musulmans. Elles portaient les armes aux côtés des hommes, et aujourd'hui encore, certaines sont l'objet d'un haut degré de respect et de dignité.
Avant l'invasion russe, la société adyguéenne était très stratifiée. Si certains clans de l'Adyguée étaient plus ou moins égalitaires, beaucoup d'autres étaient divisés en castes fort inégales. La plus haute était la caste des princes, suivie d'une caste de petite noblesse, puis du peuple (roturiers), serfs et esclaves.

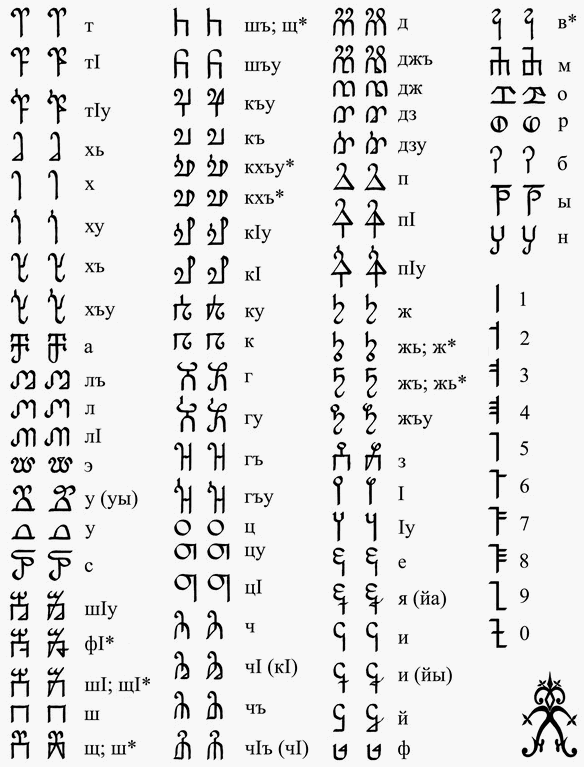
Alphabet circassien. Adamsa123.

Aujourd'hui, la plupart des Adyguéens parlent le russe et/ou leur langue originelle, l'adyguéen : les deux langues s'écrivent en alphabet cyrillique.

### Religion
L’ethnographe Léonte Lioul'e (ru) (1805 — 1862) rapporte que les Adyguéens (nommés alors Circassiens) professaient initialement une religion propre, proche du tengrisme, et croyaient au dieu suprême « Ttkhè » (Тхьэ). Du VIe au XVe siècle le christianisme domine : des missionnaires grecs basés à Anacopia créent une église orthodoxe locale et quelques missions catholiques génoises basées en Crimée convertissent aussi certains clans. Après la chute de Constantinople en 1453, les différents clans adyguéens se convertissent peu à peu à l’islam et se rangent sous le protectorat du sultan ottoman. Au XIXe siècle, la majorité des Adyguéens est ainsi devenue sunnite de tendance hanafite.

### Clans
Les Adyguéens sont répartis en une douzaine de tlapq (« clans »), symbolisées par les étoiles sur le drapeau actuel. Il s'agit, par ordre alphabétique, des Abzakhes, Besleneïs, Bjédoughs, Chapsoughs, Egueroukaïs, Gatoukaïs, Janeïs, Kabardes, Mamkheghs, Natoukhaïs, Oubykhs et des Témirgoïs. La plupart des Adyguéens vivant dans le Caucase sont des Bjedoughs et des Témirgoys, alors que la majorité des membres de la diaspora sont abzakhes (en) et Chapsoughs. La langue commune adyguéenne est basée sur le dialecte kémirgoy.

## Diaspora

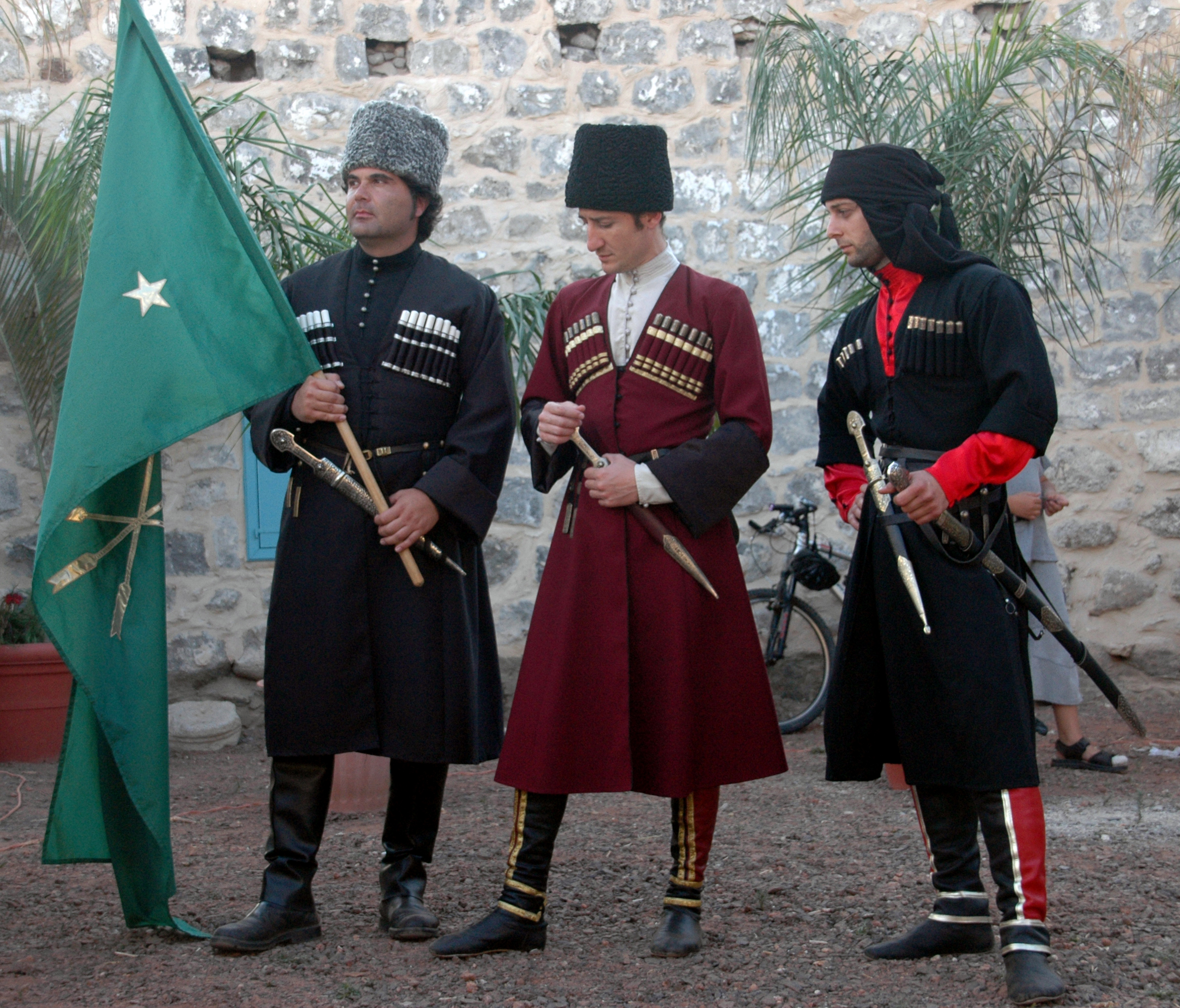
Adyguéens d'Israël en habits traditionnels.

On constate la présence des Adyguéens hors des montagnes du Caucase à partir du Moyen Âge (Ve siècle-XVe siècle) : ils sont mentionnés comme mercenaires dans les armées des empires perse, romain, byzantin ou de la Horde d'or. On les trouva ensuite en grand nombre parmi les Mamelouks. La dynastie des sultans burjites a été fondée par des mamelouks de souche adyguéenne. Une bonne partie des femmes choisies pour le harem de la dynastie ottomane furent des Adyguéennes, surtout à partir du XVIIIe siècle.

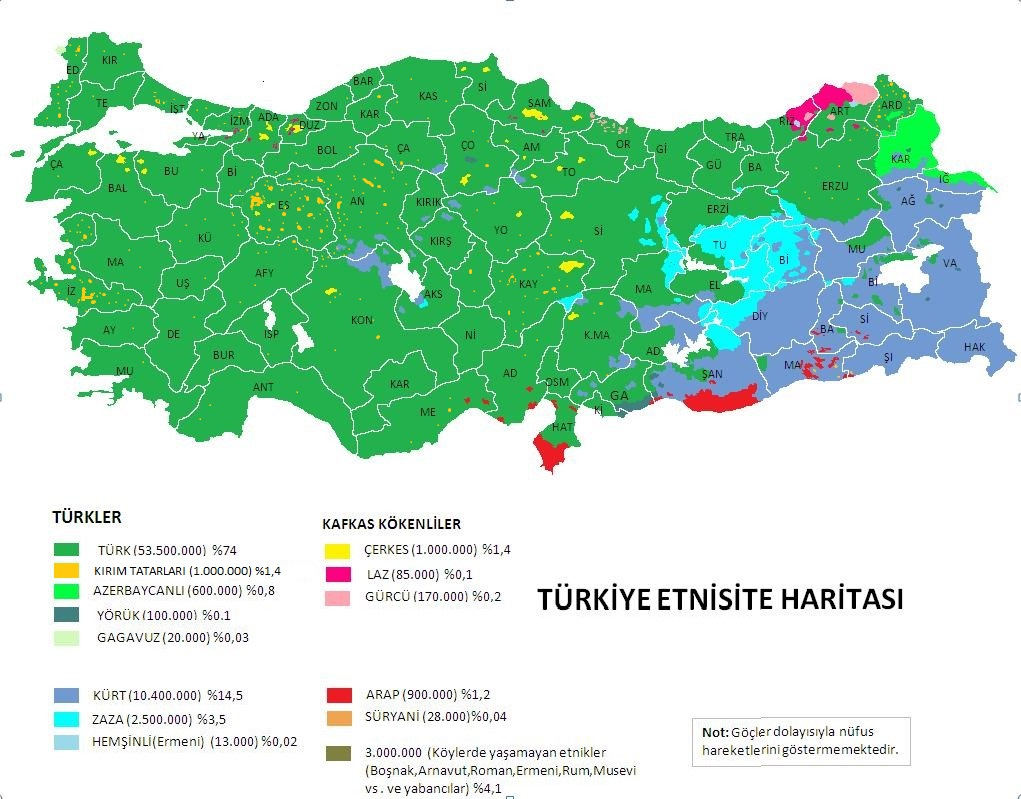
En jaune, les principales concentrations de Circassiens en Turquie actuelle.

La culture adyguéenne a été en partie perdue après l’invasion russe de 1864, qui est également à l’origine de la diaspora de l’ensemble des peuples du nord-ouest du Caucase, connue sous le nom de muhadjirs, vers diverses régions de l’Empire ottoman.

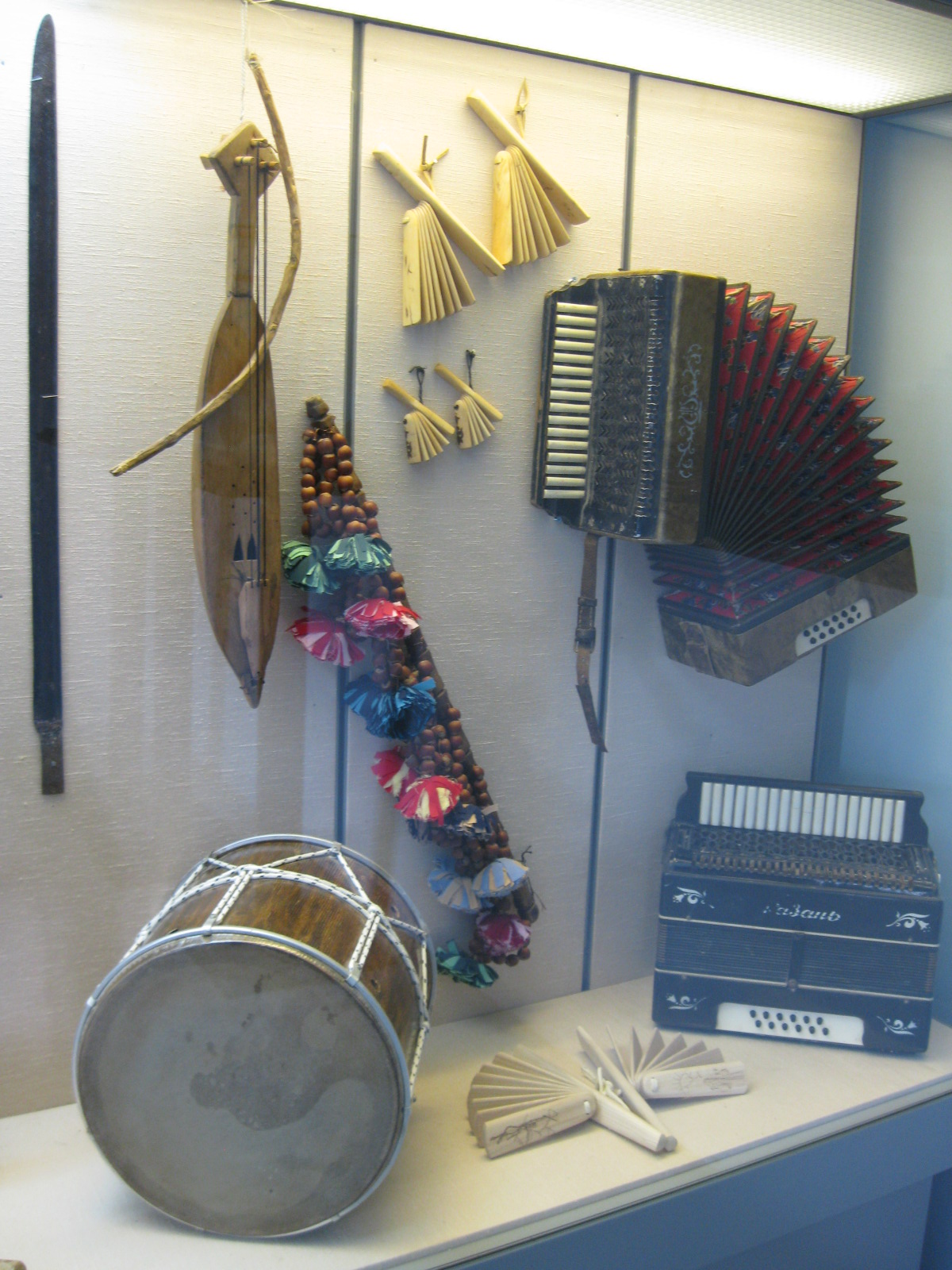
Instruments de musique, Centre du Patrimoine circassien, Kfar Kama, Israël. Photo D. Digger.

- Aujourd’hui, la plupart des membres de la diaspora adyguéenne se trouvent en Turquie, principalement dans les provinces de Samsun, Kahramanmaraş, Kayseri et Düzce, mais des communautés importantes vivent aussi en Jordanie, en Syrie, au Liban, en Égypte, en Israël (dans les villages de Kfar Kama en Galilée et Reihaniya au nord de la Galilée), en Libye, en Macédoine du Nord et aux États-Unis (États de New York et du New Jersey).
- La petite communauté résidant au Kosovo a regagné l’Adyguée en 1998, pendant la guerre du Kosovo.
- Les Adyguéens installés en Dobroudja en 1864 et 1865, ont pour la plupart fui ce pays lorsque l’Empire ottoman le céda à la Roumanie et à la Bulgarie en 1878. Aujourd’hui, leurs descendants vivent en Turquie, mais il en reste environ 1 300 en Bulgarie et quelques familles dans le village de Slava Cercheză en Roumanie.
- Il existe des minorités Tcherkesses dans de nombreux pays du Proche-Orient, souvent engagés dans la politique. Toujan al-Faisal, par exemple, est une femme politique Tcherkesse jordanienne, première femme au Parlement.
- Avant la Guerre civile syrienne de 2012, près de 100 000 Circassiens vivaient en Syrie. Début novembre 2012, près de 6 000 d'entre eux ont fui la Syrie et se sont réfugiés d'abord en Turquie puis dans le Caucase du Nord, principalement dans le Kabardino-Balkarie et sa capitale Naltchik. Beaucoup se disent sans espoir de retour, ayant travaillé dans les structures de l’État syrien et perçus comme pro-Assad et pro-Russes[11].

## Dans la culture populaire

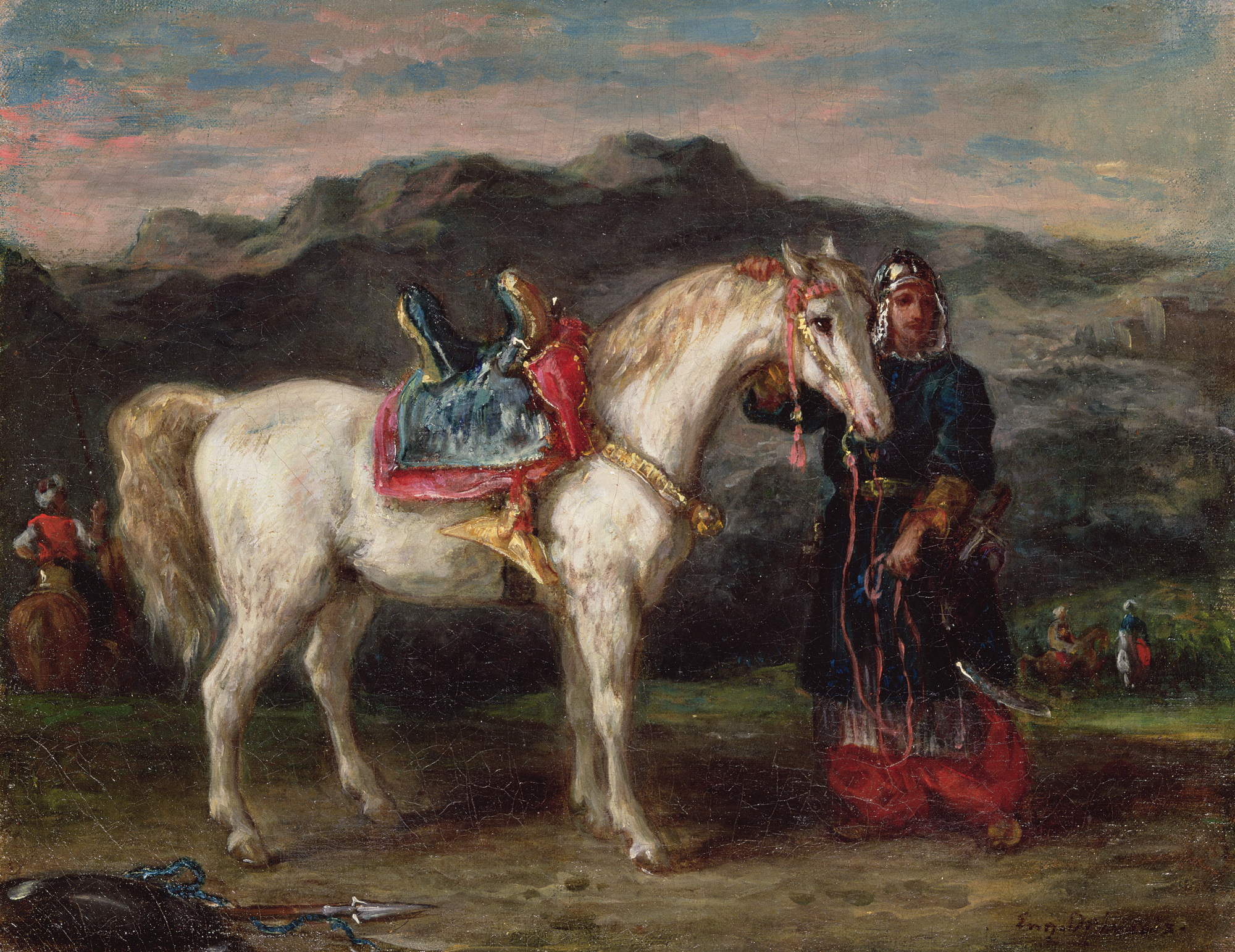
Circassien tenant un cheval, Eugène Delacroix, huile sur toile, vers 1858 (Musée d’Art Fuji, Tokyo).

Une huile sur toile d’Eugène Delacroix de 1858 représentant un Circassien tenant un cheval par la bride est exposée au Musée d’Art Fuji de Tokyo au Japon.
Les Circassiens sont abondamment cités par Lawrence d’Arabie dans son ouvrage Les Sept Piliers de la sagesse, en tant que musulmans aux origines européennes dans la Syrie historique (actuels Liban, Syrie, Jordanie). C’est notamment en se faisant passer pour un Circassien qu’il est fait prisonnier à Deraa.
L'un des principaux protagonistes du roman de la série SAS, Massacre à Amman, le général Khamis Gordour, est un Adyguéen désigné sous le nom de Tcherkesse dans le livre.
Dans son roman autobiographique La Promesse de l'aube, Romain Gary raconte avoir porté un costume de Tcherkesse lors d'un bal costumé pendant son enfance lituanienne[réf. nécessaire].